# 刘俊英
刘俊英（1908年—？），中国1930年代著名播音员，被称为“南京之莺”。

## 生平
刘俊英祖籍直隸沧县，1908年出生于大清北京，在北京度过童年。大学就读于北平女子师范大学（后并入北平师范大学，今北京师范大学），攻读教育学。
1933年，由于南京中央广播电台缺少合格的国语播音员，派总工程师冯简赴北平招考，一共两三千人报名，刘俊英也参加了这次考试。由于考官认定刘俊英才思敏捷、文笔流畅、嗓音优美，最终10月1日，刘俊英与吴祥祜、张洁莲一同通过考试，进入中央广播电台。为此刘俊英中断了学业，远赴南京开始了广播生涯。
在中央广播电台，刘俊英除了负责播报新闻，还与同时进入中央台的吴祥祜和张洁莲一同主持少儿节目，节目生动活泼，不只是少年儿童，不少成年人也成为中央台少儿节目的忠实听众，甚至在海外也受到欢迎。无数听众想要一睹刘俊英的真容，纷纷前往中央台，但当时电台负责人吴道一反对女播音员抛头露面，一律拒绝来访者。1935年，在刘俊英本人的坚持之下，她接受了日本《朝日新闻》记者的专访，从此“南京之莺”的名号不胫而走。
刘俊英性格孤傲倔强，甚至为了修改广播稿而与上司顶撞，因此尽管颇具盛名，却屡遭排挤。在情感生活中，刘俊英也并非顺利。中国抗日战争爆发前夕，刘俊英与时任中央广播电台传音科科长范本中相恋。然而范本中当时已是有妇之夫，这段恋情最终也只得收场。
1937年11月，抗日战争南京保卫战紧要关头，中央广播电台已做好撤退准备。23日晚，刘俊英宣读了中央台的《告别南京书》，完成了播音生涯最后一次广播，之后她调往重庆。当时刘俊英与其上司范本中发生感情，范本中妻子为力挽家庭，在重庆请来吴保丰、吴道一及冯简到家里做客。席間范妻把事情抖了出来，得到了同情，吴道一将刘俊英远调贵阳广播电台，从事资料整理工作。此后由于感情不顺，加上眼疾，刘俊英只得告别播音岗位，担任资料整理工作，后一度担任昆明广播电台人事室代理主任至抗战结束。此后去向不明。